# Lancia Y
La Lancia Y est une petite voiture du segment B qui a remplacé en 1996 l 'Autobianchi / Lancia Y10.
Équipée de seuls moteurs à essence, elle séduira une clientèle "premium" essentiellement féminine, recherchant une certaine originalité. Elle partage sa plate-forme et certains moteurs avec la Fiat Punto de première génération. Cependant quelques modifications lui ont été apportées : l'empattement a été raccourci ce qui a pour effet de rendre la petite Lancia plus agile que sa cousine, le train avant a été amélioré pour le rendre plus incisif et le train arrière est complètement nouveau pour offrir plus de confort.
Commercialisée pendant sept ans de 1996 à 2003 et malgré l'absence de moteurs diesel, cette gamme fut vendue à plus de 800 000 exemplaires en Europe occidentale (hors Îles britanniques).

## Première série
Dessinée par Enrico Fumia, son profil rappelle vaguement celui de sa devancière, avec un capot plongeant et un hayon de coffre quasiment vertical.
Les lignes sont toutefois stylistiquement bien plus élaborées, puisque s'articulent sur un jeu d'arcs et ellipses qui se croisent sous tous les côtés d'observation de la voiture.

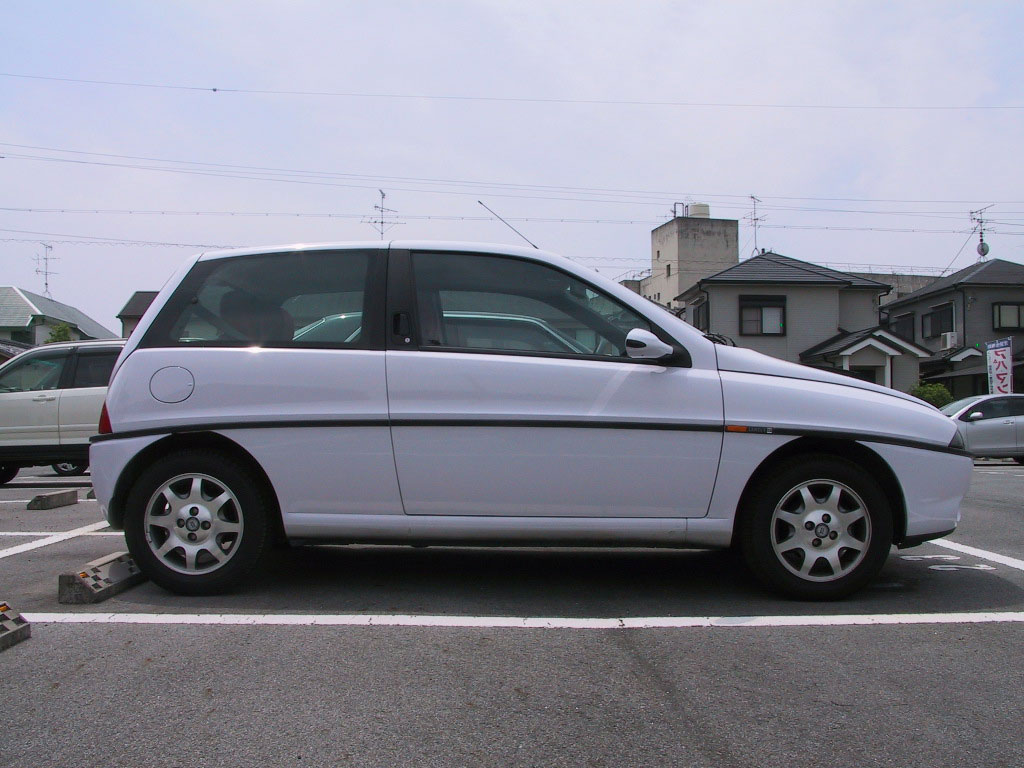
Lancia Y LX première génération

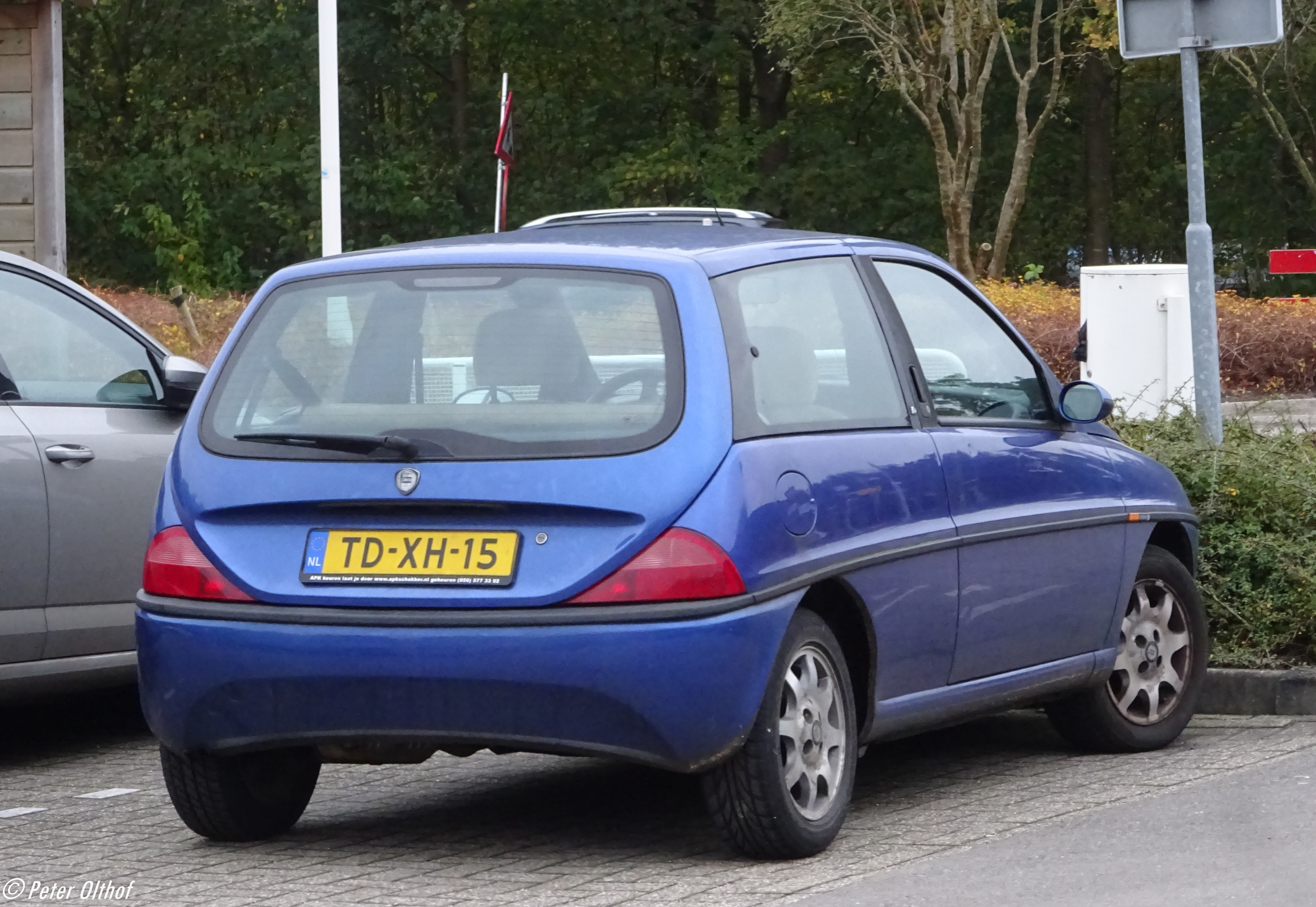
Lancia Y première génération

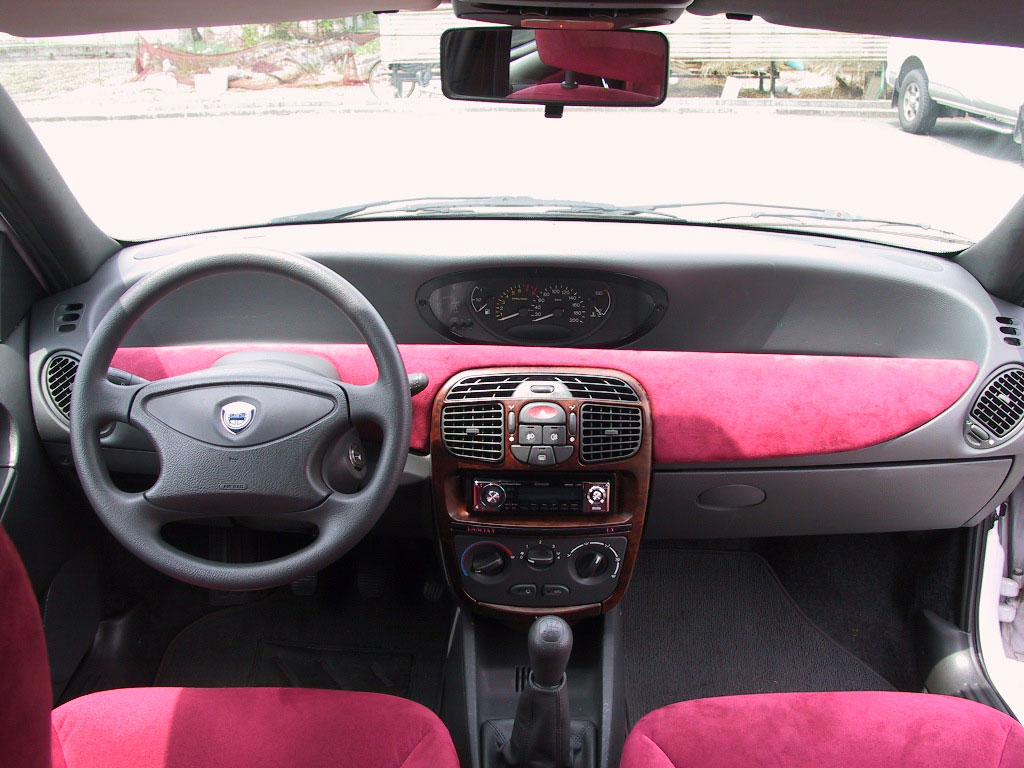
Lancia Y LX première génération

Comme toujours chez Lancia, la finition est soignée et la dotation de série très complète. Parmi les particularités du modèle, la possibilité de commander une peinture extra-série avec un choix de 112 teintes (Option Kaléidos) et le bloc des instruments en position centrale, idée inspirée de la "Mini" des années '60.
La gamme s'articule autour des finitions LE, LS et LX tandis que l'on trouve en entrée de gamme la finition simplifiée Elefantino destinée aux jeunes (à partir de juin 1997) qui devient Elefantino blu lorsqu'est commercialisée la sportive Elefantino rosso à partir de novembre 1998, qui reprend l'esprit de la fameuse Autobianchi A112 Abarth. La finition LE est supprimée à cette même date.
Les moteurs d'origine Fiat, sont ceux de la famille FIRE à 8 soupapes dans les versions 1 108 cm3 (54ch) déjà présent sur sa devancière, 1 242 cm3 (60ch) et de la famille Patrola Serra à 12 soupapes de 1 400 cm3 (80ch).
À cause du faible volume des ventes en raison de consommations assez élevées, le moteur 1400 est progressivement remplacé par une nouvelle unité (Super-FIRE) dotée d'un meilleur rendement, avec une cylindrée de 1 242 cm3 et une culasse de 16 soupapes développant 86 ch à 5500 tr/min. Sur ce moteur la distribution est originale puisque la courroie crantée commande l'arbre à cames d'échappement, tandis qu'un renvoi à engrenages actionne ensuite l'arbre à cames d'admission.
Ce moteur sobre et très performant compte tenu de sa petite cylindrée est disponible sur "LX" puis "Elefantino rosso", avec un étagement de boîte plus court sur cette dernière version pour favoriser les reprises. Ainsi motorisée, la Y atteint 178 km/h. L'Elefantino rosso dispose aussi d'une direction assistée plus directe et d'un amortissement plus ferme avec des jantes de 15 pouces et des pneus 195/50. Le 1.4-12v disparait en février 1998 quelques mois seulement après l'introduction du 1.2-16v (juin 1997).
À noter aussi que le 1.2-8 soupapes est proposé avec une boite CVT (transmission à variation continue) en finition LS, ainsi qu'avec une boîte manuelle 6 vitesses (indisponible en France).

## Seconde série
En octobre 2000, la Lancia Y bénéficie d'un léger restylage. Les modifications extérieures n'intéressent pas la tôlerie mais concernent les pare-chocs, l'écusson avant plus grand, les profils de protection latérale, les antibrouillard et les feux avant et arrière. À l'intérieur, les modifications concernent la disponibilité en option des airbags latéraux, la forme du volant (emprunté à la Lancia Lybra) et les appuie-têtes creux. Certaines détails sont toutefois plus économiques tels le tableau de bord fait d'un plastique de moins bonne facture, la disparition des catadioptres sur le bord des portes, la non-disponibilité des commandes au volant et la commande de recyclage d'air qui devient manuelle en lieu d'électrique.

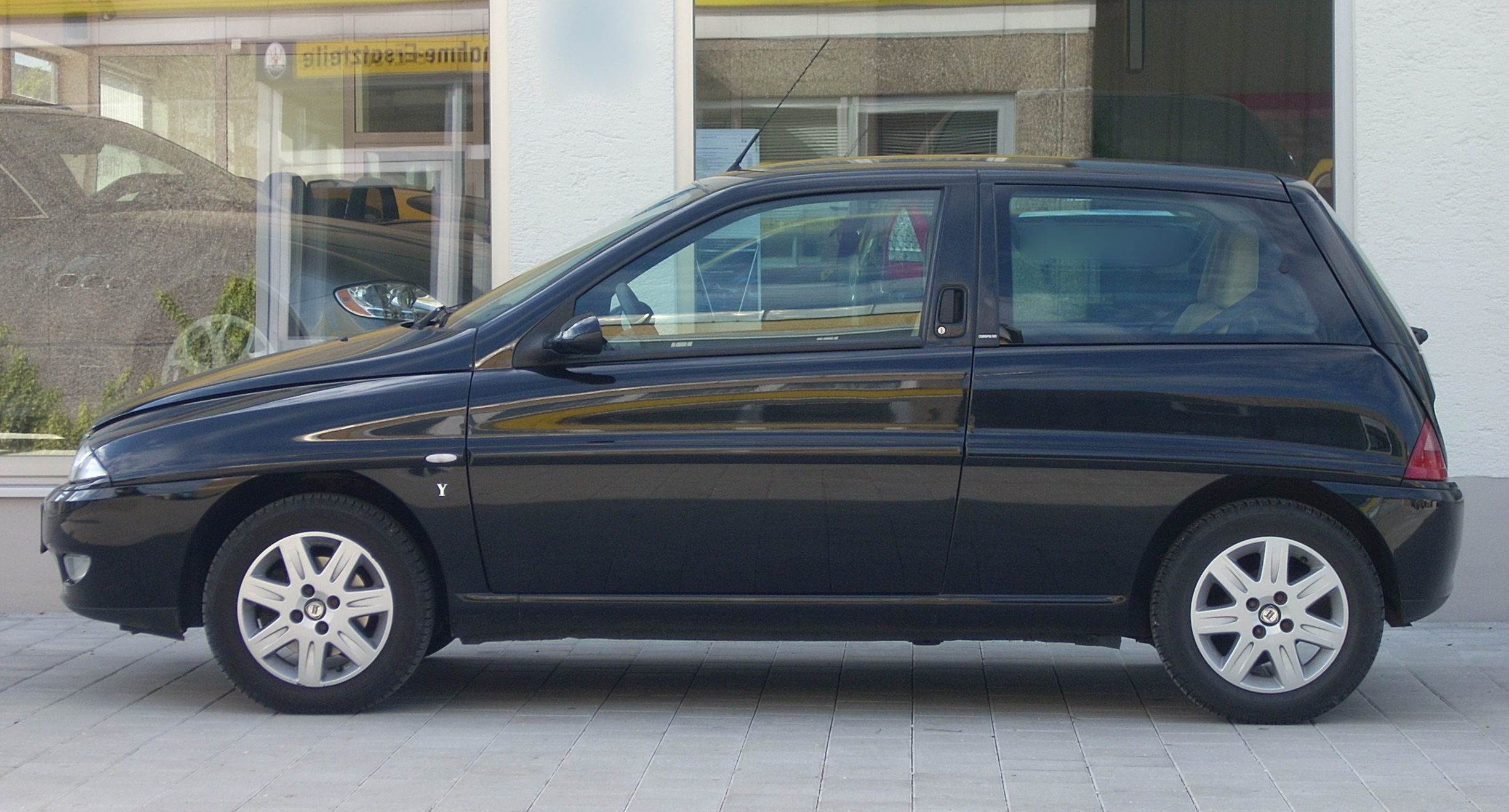
Une Lancia Y de deuxième génération

Mécaniquement, on note le passage des moteurs de la norme Euro-2 à la norme Euro-3, avec une nouvelle injection multi-point pour le 1242 à 8 soupapes et une baisse de puissance de 6ch pour la version à 16 soupapes (80ch en lieu de 86ch auparavant). Globalement, les moteurs gagnent en souplesse à bas régime mais perdent en sportivité en haut. De plus, les démultiplications finales des boîtes sont allongées ce qui contribue également à la baisse des consommations. La gamme se compose alors des 1.2 Elefantino blu/LS et 1.2-16v LS/Elefantino rosso/LX.
Le modèle du sommet de gamme LX présente toujours une dotation très complète : 4 airbags (frontaux et latéraux), climatisation, ABS, direction assistée, radio avec 6HP, banquette 2/3 - 1/3. Tout l'habitacle est recouvert de cuir, et dispose d'une instrumentation comprenant un thermomètre extérieur, un GPS (optionnel), des rétroviseurs teintés électriques, une fermeture centralisée des portes avec télécommande, des lève-vitres électriques, un volant réglable en hauteur, des antibrouillard et des jantes en alliage sur des pneumatiques 185/60 R14.
En octobre 2001, s'ajoute la série spéciale Caprice, une 1.2 Elefantino blu à la présentation soignée (calandre et enjoliveurs de roues en aluminium brossé, peinture métallisée, antibrouillards, sellerie en velours bicolore) mais sans la climatisation, désormais optionnelle, pour un prix inférieur. La Caprice permet d'accéder à d'autres équipements indisponibles sur l'Elefantino blu contre supplément (toit ouvrant, banquette fractionnable).
À partir de novembre 2002, la gamme est réorganisée en Unica, Vanity et Avenue. Seule cette dernière est disponible avec le 1.2-16v.
Fin 2003 la commercialisation de la nouvelle Lancia Ypsilon débute, elle remplacera la Y définitivement début 2004.

## Motorisations
| Modèle        | Type    | Puissance |                   |
| 1 108 cm3 8v  | essence | 55 ch     |                   |
| 1 242 cm3 8v  | essence | 60 ch     |                   |
| 1 242 cm3 16v | essence | 86 ch     | (80 ch, 2e série) |
| 1 368 cm3 12v | essence | 80 ch     |                   |

## Galerie

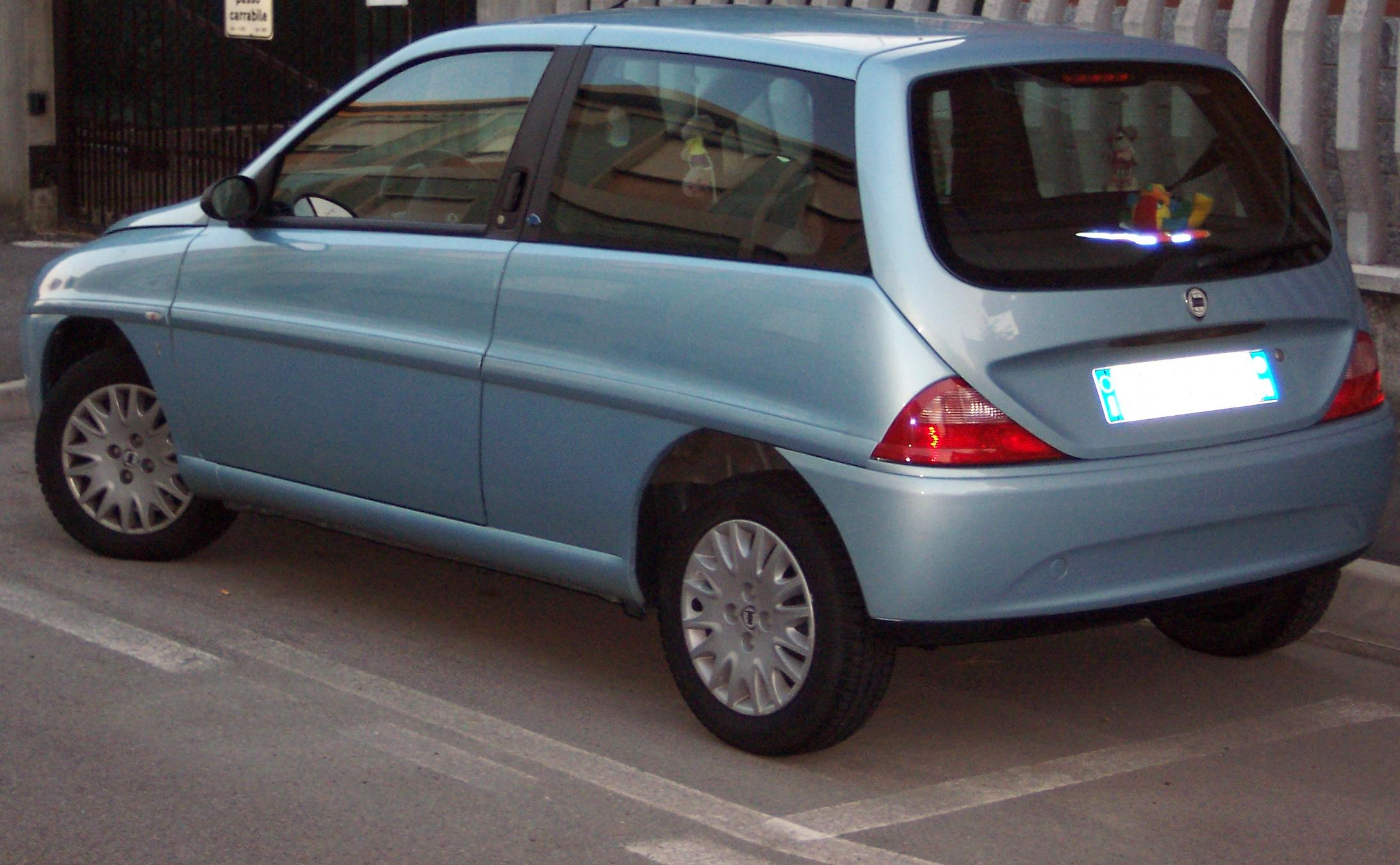
Vue arrière d'une Lancia Y Elefantino blu, seconde série